# Nikolaus Messmer
Nikolaus Messmer (Karaganda, 19 dicembre 1954 – Biškek, 18 luglio 2016) è stato un vescovo cattolico kazako.

## Biografia
Nikolaus Messmer nacque a Karaganda il 19 dicembre 1954 in una famiglia di tedeschi del Volga profondamente credente e deportata in Kazakistan ai tempi di Stalin.
Il 28 ottobre 2008, suo fratello Otto, provinciale dei gesuiti della Federazione Russa, fu trovato morto con il confratello ecuadoriano Victor Betancourt Ruiz. L'anno successivo l'inchiesta indicò come colpevole Michail Orechov, un pregiudicato che si guadagnava da vivere prostituendosi. Egli uccise prima Victor Betancourt con un'ascia, per cercare di indurlo a "commettere atti sessuali congiunti". Otto Messmer venne ucciso da Orechov per nascondere le tracce del primo omicidio.

### Formazione e ministero sacerdotale
Frequentò le scuole primarie e secondarie nella sua città natale. Nel 1975 entrò nella Compagnia di Gesù. Studiò filosofia e teologia nel seminario diocesano di Riga. Nel 1978 emise la professione solenne.
Il 28 maggio 1989 fu ordinato presbitero a Riga. In seguito fu parroco della parrocchia di San Michele Arcangelo a Biškek dal 1989 al 1997 e rettore del preseminario della diocesi della Trasfigurazione a Novosibirsk dal 1997 al 2001. Nel 2001 fu inviato a Roma per studi. Nel 2004 conseguì la licenza in spiritualità presso la Pontificia Università Gregoriana. Dal 2004 al 2006 fu nuovamente rettore del preseminario della diocesi della Trasfigurazione a Novosibirsk.

### Ministero episcopale
Il 18 marzo 2006 papa Benedetto XVI lo nominò amministratore apostolico del Kirghizistan e vescovo titolare di Carmeiano. Ricevette l'ordinazione episcopale con monsignor Athanasius Schneider il 2 giugno all'altare della cattedra della basilica di San Pietro in Vaticano dal cardinale Angelo Sodano, segretario di Stato di Sua Santità, co-consacranti l'arcivescovo Józef Wesołowski, nunzio apostolico in Kazakistan, Kirghizistan, Tagikistan e Uzbekistan, e l'arcivescovo-vescovo di Karaganda Jan Paweł Lenga.
Nell'ottobre del 2008 compì la visita ad limina.
Morì a Biškek la mattina del 18 luglio 2016 all'età di 61 anni poco prima di un intervento chirurgico. Le esequie si tennero il 26 luglio nella chiesa di San Michele Arcangelo a Biškek e furono presiedute da José Luís Mumbiela Sierra, vescovo della Santissima Trinità in Almaty; l'omelia venne pronunciata da Joseph Werth, vescovo della Trasfigurazione a Novosibirsk.

## Genealogia episcopale
La genealogia episcopale è:
- Cardinale Scipione Rebiba
- Cardinale Giulio Antonio Santorio
- Cardinale Girolamo Bernerio, O.P.
- Arcivescovo Galeazzo Sanvitale
- Cardinale Ludovico Ludovisi
- Cardinale Luigi Caetani
- Cardinale Ulderico Carpegna
- Cardinale Paluzzo Paluzzi Altieri degli Albertoni
- Papa Benedetto XIII
- Papa Benedetto XIV
- Papa Clemente XIII
- Cardinale Marcantonio Colonna
- Cardinale Giacinto Sigismondo Gerdil, B.
- Cardinale Giulio Maria della Somaglia
- Cardinale Carlo Odescalchi, S.I.
- Vescovo Eugène de Mazenod, O.M.I.
- Cardinale Joseph Hippolyte Guibert, O.M.I.
- Cardinale François-Marie-Benjamin Richard
- Cardinale Pietro Gasparri
- Cardinale Clemente Micara
- Cardinale Antonio Samorè
- Cardinale Angelo Sodano
- Vescovo Nikolaus Messmer, S.I.